# Saint-Vincent-de-Paul (Gironda)
Saint-Vincent-de-Paul é uma comuna francesa na região administrativa da Nova Aquitânia, no departamento da Gironda. Estende-se por uma área de 13,96 quilômetros quadrados. Em 2010 a comuna tinha 1 010 habitantes (densidade: 72,3 hab./km²).